# Meredith Scardino
Meredith Scardino (3 gennaio 1976) è una sceneggiatrice, autrice televisiva e produttrice televisiva statunitense, vincitrice di quattro Premi Emmy.

## Biografia
Meredith Scardino è cresciuta a Villanova, in Pennsylvania. Si è diplomata alla Radnor High School nel 1994, mentre si è laureata in Belle arti all'Università Cornell nel 1998.  Successivamente, ha studiato pittura alla Parsons School of Design di New York. Ha iniziato la sua carriera come animatrice, lavorando alle animazioni di un episodio della serie Hey Joel, per poi dedicarsi alla scrittura televisiva. Dal 2005 al 2007 ha lavorato come autrice del Late Show with David Letterman. In seguito, ha deciso di abbandonare il programma per lavorare al The Colbert Report, il quale le ha fatto vincere quattro Premio Emmy. Successivamente, ha lavorato alla scrittura e alla produzione della serie Netflix Unbreakable Kimmy Schmidt. Dal 2021 è sceneggiatrice e produttrice di Girls5eva.

## Vita privata
Vive a New York ed ha un figlio.

## Filmografia

### Sceneggiatrice

#### Cinema
- Unbreakable Kimmy Schmidt - Kimmy vs il Reverendo (Unbreakable Kimmy Schmidt: Kimmy vs the Reverend), regia di Claire Scanlon (2020)

#### Televisione
- Best Week Ever - programma TV, 72 episodi (2004-2006)
- Late Show with David Letterman - programma TV, 384 episodi (2005-2007)
- Human Giant - serie TV, 2 episodi (2007-2008)
- The Daily Show - programma TV, episodio 13x143 (2008)
- A Colbert Christmas: The Greatest Gift of All!, regia di Jim Hoskinson - speciale TV (2008)
- The Colbert Report - programma TV, 1051 episodi (2008-2014)
- The Rally to Restore Sanity and/or Fear, regia di Chuck O'Neil - speciale TV (2010)
- Saturday Night Live - programma TV, 9 episodi (2014-2016)
- Golden Globe 2015 - programma TV (2015)
- Unbreakable Kimmy Schmidt - serie TV, 7 episodi (2015-2019)
- At Home with Amy Sedaris - serie TV, 8 episodi (2017)
- Golden Globe 2021 - programma TV (2021)
- Mr. Mayor - serie TV, 2 episodi (2021-2022)
- Girls5eva - serie TV, 22 episodi (2021-in corso)

### Produttrice

#### Cinema
- Unbreakable Kimmy Schmidt - Kimmy vs il Reverendo (Unbreakable Kimmy Schmidt: Kimmy vs the Reverend), regia di Claire Scanlon (2020)

#### Televisione
- ESPN Outside the Lines Weekly - programma TV, 1 episodio (2003)
- The Late Show with Stephen Colbert - programma TV, 44 episodi (2016)
- Unbreakable Kimmy Schmidt - serie TV, 38 episodi (2016-2019)
- Mr. Mayor - serie TV, 9 episodi (2021)
- Girls5eva - serie TV, 22 episodi (2021-in corso)

### Animatrice
- Hey Joel - serie animata, episodio 1x01 (2003)
- Jump Cuts - serie animata, episodio 1x02 (2004)

## Riconoscimenti
- Premio Emmy
  - 2006 - Candidatura alla miglior sceneggiatura per un programma varietà, comico o musicale per Late Show with David Letterman
  - 2007 - Candidatura alla miglior sceneggiatura per un programma varietà, comico o musicale per Late Show with David Letterman
  - 2008 - Miglior sceneggiatura per un programma varietà, comico o musicale per The Colbert Report
  - 2009 - Candidatura alla miglior sceneggiatura per un programma varietà, comico o musicale per The Colbert Report
  - 2010 - Miglior sceneggiatura per un programma varietà, comico o musicale per The Colbert Report
  - 2011 - Candidatura alla miglior sceneggiatura per un programma varietà, comico o musicale per The Colbert Report
  - 2012 - Candidatura alla miglior sceneggiatura per un varietà per The Colbert Report
  - 2013 - Miglior sceneggiatura per un varietà per The Colbert Report
  - 2014 - Miglior sceneggiatura per un varietà per The Colbert Report
  - 2015 - Candidatura alla miglior sceneggiatura per uno speciale varietà per Golden Globe 2015
  - 2017 - Candidatura alla miglior serie commedia per Unbreakable Kimmy Schmidt
  - 2018 - Candidatura alla miglior serie commedia per Unbreakable Kimmy Schmidt
  - 2020 - Candidatura al miglior film televisivo per Unbreakable Kimmy Schmidt - Kimmy vs il Reverendo
  - 2021 - Candidatura alla miglior sceneggiatura per una serie commedia per Girls5eva
  - 2024 - Candidatura alla miglior sceneggiatura per una serie commedia per Girls5eva
- Daytime Emmy Award
  - 2011 - Candidatura alla miglior sceneggiatura per uno speciale per The Rally to Restore Sanity and/or Fear